# Flintham
Flintham est une paroisse civile et un village du Nottinghamshire, en Angleterre.